# Зора
 Вижте също: Зора (пояснение).
Зората е първата светлина преди изгрев слънце.
Отличава се със слаба светлина, докато самото слънце все още е скрито зад хоризонта. Зората не бива да се бърка със същинския изгрев на слънцето, който настъпва когато то ярко се появи на хоризонта.
След зазоряването слънцето изгрява от изток, ставайки символ на началото, в което цялата природа се събужда за живот през новия ден. Излизането на зората символизира края на нощта (мракът) и началото на деня (светлината).
Като символ на красотата зората е обект на вдъхновение на много художници, писатели, поети, а в ново време и на филмови режисьори. В народния фолклор светлината от зората дава едно от многото имена на планетата Венера – Зорница.